# Chegou a Hora da Fogueira
Chegou a Hora da Fogueira é uma marcha junina composta por Lamartine Babo. A canção foi gravada originalmente por Carmen Miranda e Mário Reis, com o acompanhamento dos Diabos do Céu, em 5 de junho de 1933. Lançada em disco Victor no mês seguinte, a música fez grande sucesso e se tornou um clássico do gênero.

## História
Foi apenas na década de 1930 que os primeiros compositores e cantores de música popular começaram a explorar o filão da música de São João, semelhante ao que ocorria durante o Carnaval com os sambas e as marchinhas. Ricardo Cravo Albin, em seu Dicionário da Música Popular Brasileira, destaca que uma das primeiras dessas composições foi a marchinha "Cai, Cai, Balão", criada pelo compositor Assis Valente. Essa canção foi gravada em 1933 por Francisco Alves e Aurora Miranda na Odeon, marcando a estreia fonográfica da irmã de Carmen Miranda.
Lamartine Babo então ofereceu a Carmen Miranda a canção "Chegou a Hora da Fogueira", que, nas palavras de Ruy Castro, “não se limitaria a ser um dos grandes sucessos do meio do ano de 1933; era simplesmente a melhor marchinha junina de todos os tempos”. Ironia do destino, essa mesma marcha não conseguiu se classificar no concurso — o primeiro do gênero — promovido em maio de 1933 pelo jornal A Noite, que tinha como objetivo premiar as melhores canções com temas juninos.

## Recepção
A orquestração de Pixinguinha mereceu elogios de Orestes Barbosa que, segundo Abel Cardoso Júnior, escreveu este comentário, embora sem assiná-lo : "Pixinguinha! É hoje o orquestrador mais perfeito dos discos da cidade. O "Chegou a Hora da Fogueira" tem um pedaço em que a música sobe e o povo sente o balão subindo, na sua vertigem pomposa. O balão e os foguetes. É intuitivo. Não precisa libreto para explicar. Coitadinho do Villa-Lobos! Olhe o Thomaz gozando a bola!".

## Outras gravações
- Arrelia e Altamiro Carrilho (1958)
- Jackson do Pandeiro e Neusa Flores (1976)
- Altamiro Carrilho (1976)
- Xuxa (1997)[6]
- Márcia Cabral (1999)